# Pueblo quekchí
El pueblo quekchí o kekchí (autoglotónimos: q’eqchi’ o k’ekchi’) es una etnia de origen mayense que habita principalmente en Guatemala, Belice, el sur de México y en menor medida en partes de El Salvador y Honduras, siendo el pueblo mayense más grande en cuanto a población y distribución geográfica. 
Los quekchíes provienen de una gran migración prehispánica que partió desde el centro de México hasta asentarse originalmente en el territorio que comprende el actual departamento de Alta Verapaz en Guatemala, lugar donde tuvieron su desarrollo prehispánico y el cual aun conservan como uno de sus mayores asentamientos. Desde la época colonial hasta la actualidad, diversos factores sociales como desplazamientos forzados, esclavitud y la guerra civil en Guatemala, así como factores económicos los han obligado a realizar históricas migraciones tanto a otras regiones de Guatemala como a Belice, México y en menor grado a El Salvador y Honduras lo que les ha otorgado una distribución y presencia geográfica considerablemente más extensa que el resto de pueblos mayenses.

## Idioma
El idioma quekchí pertenece a la rama quicheana de la familia de lenguas mayenses.Es también el idioma más hablado de toda la familia de lenguas mayenses.

## Historia
Los quekchíes, al igual que otros pueblos mayenses de la región, provenían de una gran migración que partió desde el actual centro de México en las proximidades de Tulan hacia el altiplano guatemalteco. Específicamente, fue en el actual departamento de Alta Verapaz donde los quekchíes establecieron sus asentamientos originales y donde tuvieron la mayor parte de su desarrollo prehispánico, varios rasgos de la mitología quekchí muestran influencias toltecas como resultado de la región de la que migraron y con la que mantuvieron conexiones y contacto. Los quekchíes prehispánicos se caracterizaban por el cultivo de maíz, el desarrollo de la agricultura y sus asentamientos de carácter sedentario.
Según los registros cerámicos, el pueblo quekchí se estableció aproximadamente 600 años antes de Cristo, en los alrededores de algunos cerros cercanos a los ríos Chixoy y Polochic en Guatemala.
Antes de que los conquistadores españoles invadieran Guatemala en la década de 1520, los kekchíes se habían establecido en lo que ahora son los departamentos de Alta Verapaz y Baja Verapaz. A medida que pasaron los siglos hubo una época de desplazamientos de tierras, reasentamientos, persecuciones y migraciones, que dio lugar a una población más amplia de la comunidad quekchí en otras regiones de Guatemala (Izabal, Petén y Quiché), el sur de Belice (distrito de Toledo), el sur de México (Chiapas y Campeche) y un número menor en El Salvador, Honduras.
A partir de la década de 1980, la violencia provocada por el ejército guatemalteco en la guerra civil de Guatemala hacia la población indígena obligó a miles de quekchíes a realizar una migración a gran escala hacia México huyendo del genocidio y persecución militar en busca de refugio. Llegaron inicialmente a Chiapas en calidad de refugiados, tiempo después, la mayoría fueron reubicados a campamentos en los municipios de Campeche y Champotón en el estado de Campeche donde años más tarde se nacionalizaron mexicanos y sus campamentos se convirtieron en comunidades y pueblos permanentes en crecimiento.

### Masacre de Panzós
La masacre de Panzós fue un ametrallamiento de indígenas quekchíes perpetrado el 29 de mayo de 1978 por miembros de las Fuerzas Armadas de Guatemala, por órdenes del presidente Kjell Eugenio Laugerud García (1930-2009). Fueron asesinados al menos 53 quekchíes (entre hombres, mujeres y niños), y al menos 47 más quedaron heridos.

## Distribución geográfica
Actualmente, el pueblo quekchí se distribuye en un extenso territorio que comprende partes del sur de México y del norte de Centroamérica, siendo el pueblo mayense con mayor distribución geográfica. 
En México la población indígena quekchí se encuentra asentada en el estado de Campeche, principalmente en las comunidades de La Libertad, Los Laureles, Quetzal Edzná, del municipio de Campeche y en las comunidades de Maya Tecún II y Santo Domingo Kesté, en el municipio de Champotón. También se registra población quekchí en el estado de Chiapas principalmente en el municipio de Marqués de Comillas.
En Guatemala, el pueblo quekchí se encuentra principalmente ubicado en el norte de Alta Verapaz y el sur de Petén.El idioma quekchí todavía se habla en Guatemala, y es uno de los más hablados por los grupos mayenses de Guatemala.
En Belice, los quekchíes habitan mayoritariamente en la parte sur del país en el distrito de Toledo.

## Gastronomía
El platillo tradicional del pueblo quekchí de Campeche (México) es el ch’ajomik, que consiste en un preparado de manteca, hierbabuena, ajo, tomate, chile seco, cilantro y cebollas.

## Cosmovisión
De acuerdo a su cosmovisión, todo tiene su propio lugar en el cosmos. La cosmovisión quekchí se caracteriza por reconocer la integralidad del ser humano con el cosmos. Para los quekchíes, esta forma de ver el mundo incluye la relación inseparable de los aspectos racionales y espirituales de las prácticas agrícolas con la madre tierra, así también con los TzuulTaaq’a (dioses y diosas del cerro) mediante la práctica del Mayejak.
El pueblo quekchí es una de las comunidades más antiguas junto con el pueblo cachiquel y el pueblo quiché, siendo uno de los grandes principios la integración y la armonía con los elementos. 